# Cyperus duclouxii
Cyperus duclouxii är en halvgräsart som beskrevs av E.G.Camus. Cyperus duclouxii ingår i släktet papyrusar, och familjen halvgräs. Inga underarter finns listade i Catalogue of Life.